# S-350
Das S-350 Witjas (russisch С-350 Витязь, deutsch: Recke) ist ein in Russland entwickeltes mobiles, allwetterfähiges Boden-Luft-Raketen-System zur Bekämpfung von Kampfflugzeugen, Marschflugkörpern und ballistischen Raketen. Bei den russischen Streitkräften wird das System als S-350 bezeichnet, im GRAU-Index trägt es die Bezeichnung 50R6. Die Exportbezeichnung lautet S-350E und 50R6E Hero. Der NATO-Codename lautet SA-28 Gambler.:174

## Entwicklung
Im Jahr 1991 wurden in der Sowjetunion die ersten Studien zu einem Nachfolgesystem für das Flugabwehrsystem S-300P (NATO-Codename: SA-10 Grumble) durchgeführt. Die Studien wurden von Almas-Antei aus finanziellen Gründen im Jahr 1993 vorerst eingestellt. Nachdem sich 1997 die finanzielle Situation verbessert hatte, wurde das Projekt weitergeführt und im Jahr 1998 erstmals öffentlich erwähnt. Auf der MAKS 1999 wie auch auf der MAKS 2001 wurden Vorführmodelle präsentiert. Infolge der weiterhin problematischen finanziellen Situation beim Hersteller konnten keine Arbeiten an einem Prototyp erfolgen. Im Jahr 2005 bekundete Südkorea Interesse an der 9M96-Lenkwaffe des S-350-Systems. Nachdem Südkorea einen Teil der Entwicklungskosten für die 9M96-Lenkwaffen im Voraus bezahlt hatte, begannen 2007 die Entwicklungsarbeiten der S-350 bei Almas-Antei. Der Entwicklungsauftrag für die 9M96-Lenkwaffen wurde MKB Fakel zugesprochen. Das S-350-System war 2012 fertigentwickelt und wurde am 19. Juni 2013 in Sankt Petersburg Regierungs- und Pressevertretern sowie auf der MAKS 2013 der Öffentlichkeit präsentiert. Die zunächst für das Jahr 2014 angestrebten Feldtests begannen erst 2015. Nach den Abnahmetests der Staatsbehörden Ende März 2019 wurde das S-350-System für die Serienproduktion freigegeben. Daraufhin wurden 20 Systeme für die Truppenerprobung produziert. Im Dezember 2019 wurde die ersten S-350 für Truppenversuche an die russischen Luftverteidigungstruppen ausgeliefert. Nach der Truppenerprobung wurde im Mai 2021 das erste S-350-Regiment in der Region Krasnodar offiziell in Dienst gestellt.
Die abgeänderten 9M96-Lenkwaffen für Südkorea wurden in das Flugabwehrsystem KM-SAM bzw. Cheolmae II integriert. Der erste KM-SAM-Prototyp war 2010 fertiggestellt und die Feldtests erfolgten ab 2011. Im Jahr 2015 war die KM-SAM einsatzbereit.

## Technik
Mit dem System S-350 ist Herstellerangaben zufolge die effektive Bekämpfung folgender Ziele möglich:
- überschallschnelle Kampfflugzeuge in allen Höhenbereichen
- Ziele mit kleiner Radarrückstrahlfläche, wie Stealth-Fluggeräte oder unbemannte Luftfahrzeuge
- tieffliegende Marschflugkörper
- unter- und überschallschnelle Abstandslenkwaffen
- Ballistische Raketen

Gemäß Hersteller soll S-350 in der Lage sein, Flugziele auf eine Distanz von 1,5–120 km sowie in einem Höhenbereich von 10–30.000 m zu bekämpfen. Ballistische Raketen sollen auf eine Maximaldistanz von 30 km und in einem Höhenbereich von 2.000–25.000 m bekämpft werden können.

### Fahrzeuge
Das S-350-System besteht hauptsächlich aus folgenden Komponenten:
- 50K6-Feuerleitstand
- 50N6-Radar
- 50P6-Startfahrzeuge
- Stromversorgungseinheit für jede Batterie
- Reparatur- und Unterhaltseinheit für jede Batterie

Sämtliche S-350-Komponenten sind auf drei- oder vierachsigen Lastkraftwagen vom Typ BAZ-6909 aus dem Brjanski Awtomobilny Sawod installiert. Das Herstellen der Einsatzbereitschaft dauert fünf Minuten. Die Fahrzeuge werden von einem Mehrstoffmotor mit einer maximalen Leistung von 345 kW (469 PS) angetrieben. Der LKW verfügt über eine Reifendruckregelanlage und das Führerhaus und die Kabinen verfügen über ABC-Schutz. Auf dem Dach des Führerhauses ist eine Satellitennavigation-Antennengarnitur vom Typ NK Orientir (Azimut) installiert. Das Navigationssystem arbeitet mit einem Empfänger für die Satelliten-Navigationssysteme GLONASS und GPS. Je nach Verfügbarkeit wählt das Navigationssystem automatisch eines der beiden Satelliten-Signale aus. Der LKW erreicht auf der Straße eine maximale Fahrgeschwindigkeit von 80 km/h und hat eine Reichweite von bis zu 1000 km. Der BAZ-6909 ist geländegängig und kann Steigungen von 57 % überwinden. Die maximal zulässige Querneigung liegt bei 38 % und das Fahrzeug kann Gewässer mit einer maximalen Tiefe von 1,4 m durchfahren.

### 50N6-Multifunktionsradar

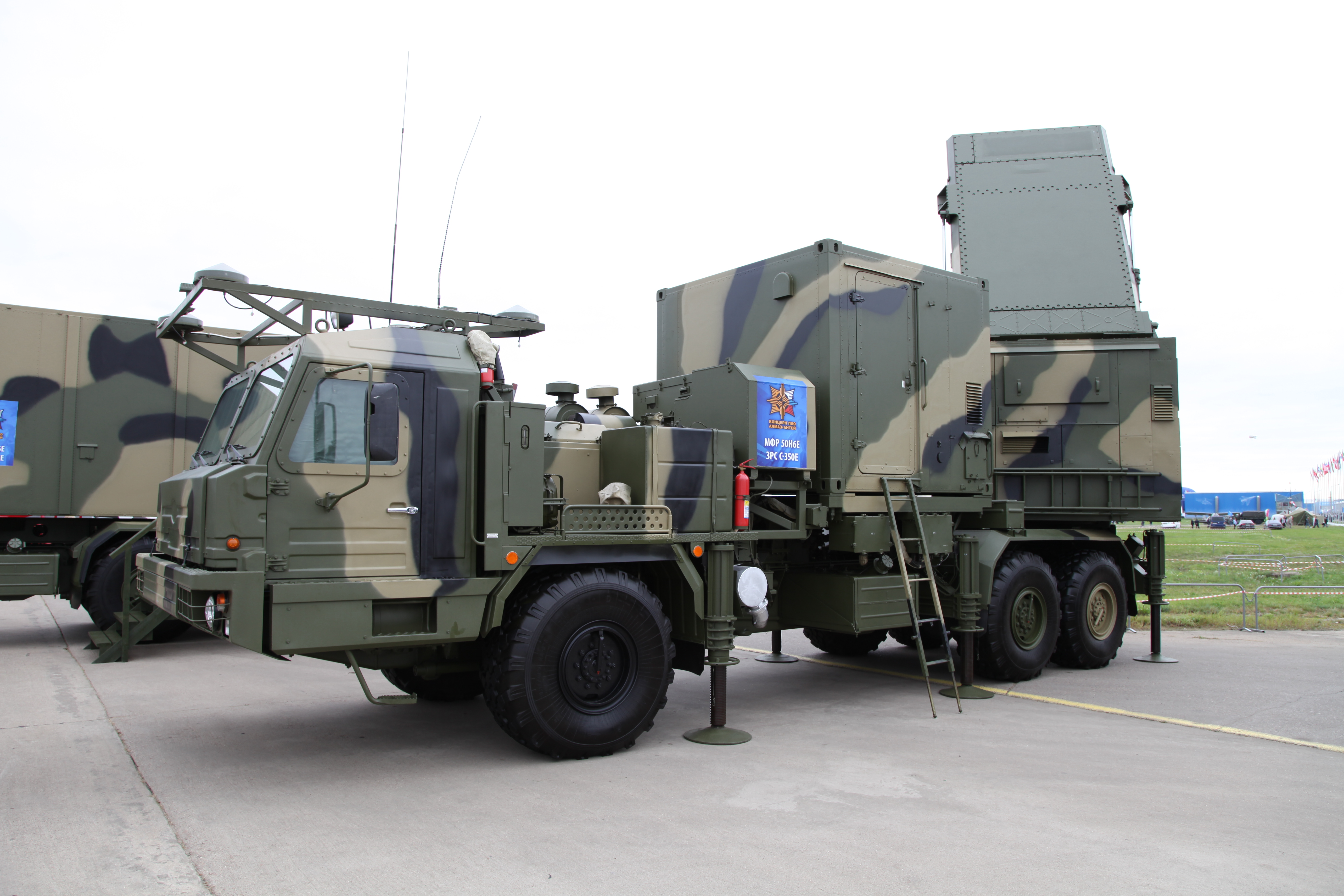
50N6-Feuerleitradar

Das 50N6-Multifunktionsradar besteht im Groben aus einer Aktiven Phased-Array-Radar-Antenne sowie einer Kabine für die Operateure. Beim Transport wird die Radarantenne auf das Fahrzeugdach abgesenkt; im Betrieb wird die Antenne in einem Winkel von rund 30° angestellt. Das System verfügt über ein eigenes Freund-Feind-Erkennungs-System (IFF) und die ermittelten Zieldaten werden automatisch an den 50K6-Feuerleitstand weitergeleitet. Das Multifunktionsradar führt gleichzeitig die Ermittlung der Zieldaten, Zielverfolgung, sowie die Suche nach weiteren Luftzielen durch (Track-while-scan). Das 50N6-Radar ist auf das Erfassen von kleinen und schnellen Flugzielen ausgelegt und kann im Such- und Überwachungsmodus gleichzeitig bis zu 200 Ziele begleiten. Im Track-while-scan-Modus können gleichzeitig 40 Ziele begleitet und von acht davon die Zieldaten ermittelt werden. Die Sendeantenne rotiert mit 40–60 Umdrehungen pro Minute. Daneben kann sie auch stillstehen und für einen statischen Suchsektor eingesetzt werden. Der Öffnungswinkel in der horizontalen Ebene misst 90°. In der vertikalen Ebene wird ein Öffnungswinkel von ±45° eingesetzt. Im Such- und Überwachungsmodus liegt die Entfernungsauflösung bei 250 m. Der maximale Fehler bei der Azimutauflösung liegt bei 0,5°. Das eigentliche Radargerät ist ein Dauerstrich 3D-Radar und arbeitet im X-Band. Weiter dient das Radar als Sendestation für den Datenlink zu den fliegenden Lenkwaffen. Das Radar kann zeitgleich 16 Lenkwaffen gegen acht Flugziele steuern. Alternativ kann es gleichzeitig 12 Lenkwaffen gegen 6 Ziele mit einer ballistischen Flugbahn steuern.

### 50K6-Feuerleitstand

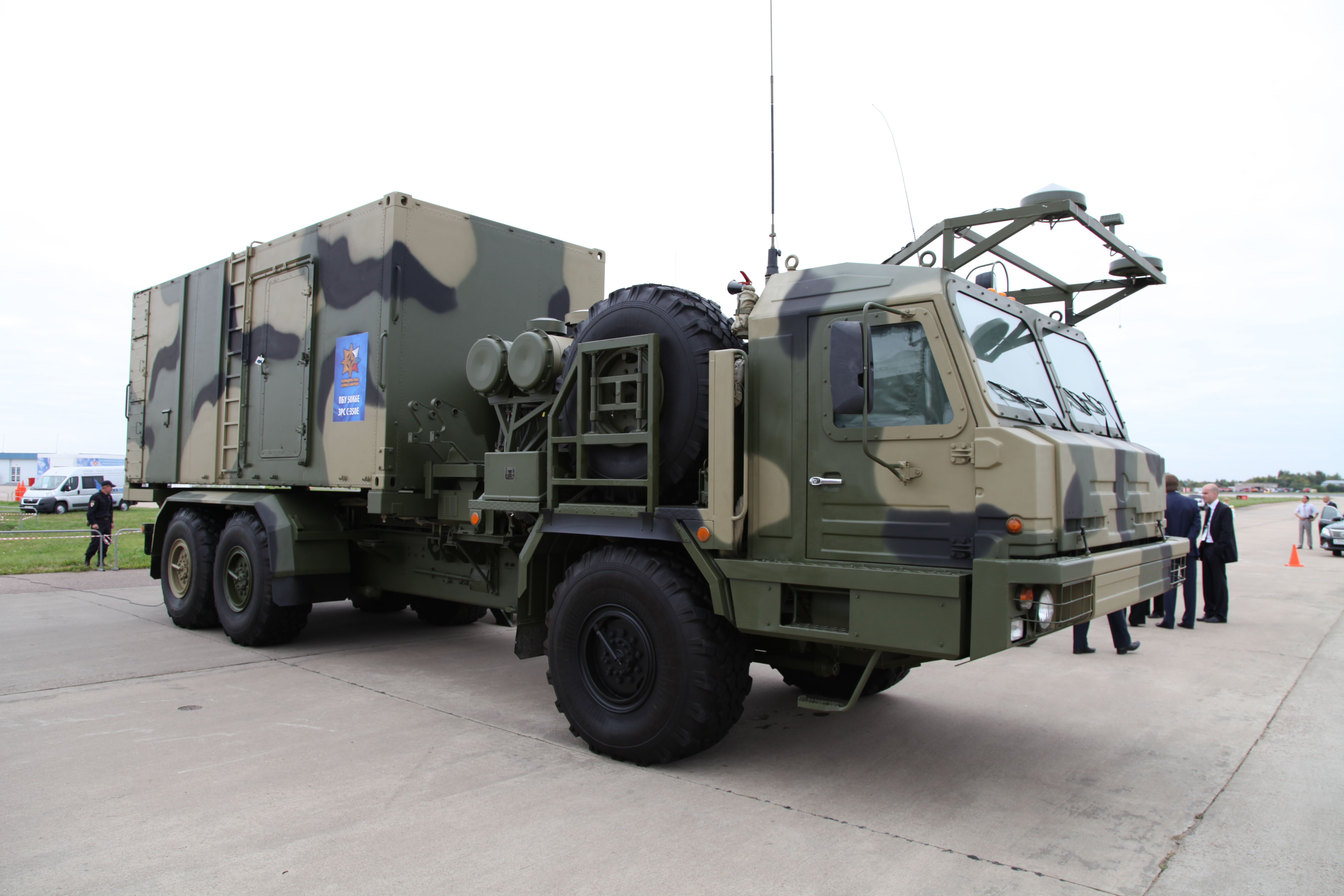
50K6-Feuerleitstand

Das 50K6-System ist der zentrale Feuerleitstand einer S-350-Batterie. Von hier aus führen die Bediener den Feuerkampf, wobei sie auch Anweisungen von einem übergeordneten Gefechtsstand erhalten können. 50K6 verfügt über umfangreiche Kommunikationseinrichtungen, die es dem Kampfführungspersonal erlauben, mit verschiedenen Aufklärungs- und Führungssystemen zu kommunizieren.
Ebenso ist das 50K6-System für den Sensorverbund mit den Flugabwehrsystemen S-300PM, S-300WM, S-400 und S-500 ausgerüstet.
Der 50K6-Kommandoposten führt folgende Aktionen aus:
- Kontrolle und Überwachung der Multifunktionsradare der Batterie
- Akquisition, Identifikation, Verfolgung der Luftziele
- Freund-Feind-Erkennung (IFF)
- Prioritätszuweisung der einzelnen Luftziele und die Weitergabe der gefährlichsten an die 50N6-Multifunktionsradare der Batterie
- Kontrolle und Koordination der elektronischen Gegenmaßnahmen
- Koordination der Batterie im autonomen oder verbundenen Einsatz
- Datenaustausch mit benachbarten Einheiten sowie der übergeordneten Stufe

### 50P6-Startfahrzeug

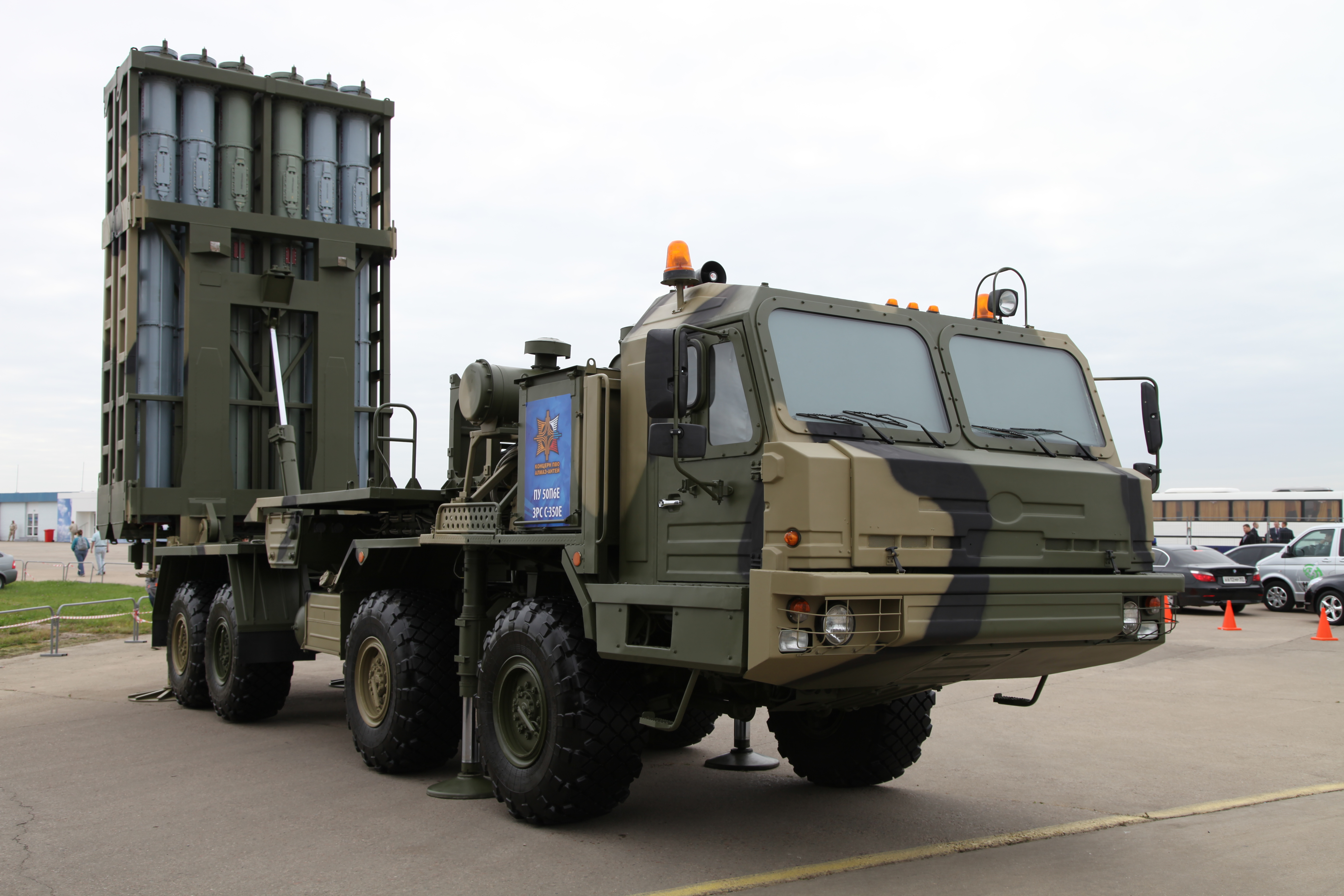
50P6-Startfahrzeug

Das 50P6-Start- und Transportfahrzeug (englisch Transporter, erector, launcher; TEL) hat eine Besatzung von drei Mann und ist mit zwölf 9M96-Lenkwaffen bestückt. Die Lenkwaffen befinden sich in Transport- und Abschussbehältern und werden vertikal aus diesen gestartet. Die Transport- und Abschussbehälter sind in zwei Gestellen, in denen in zwei Lagen je sechs installiert sind, untergebracht. Um das 50P6-Startfahrzeug feuerbereit zu machen, wird es zuerst auf Spreizbeine gestellt. Danach werden die Lenkwaffen-Behälter über das Heck in einem Winkel von 90 ° angestellt. Das schnellstmögliche Startintervall beträgt einen Lenkwaffenstart alle zwei Sekunden. Das 50P6-Start- und Transportfahrzeug kann in einem Umkreis von maximal zwei Kilometern zum 50N6-Multifunktionsradar positioniert werden.

### Lenkwaffen
Die Lenkwaffen werden in versiegelten, vor Witterungseinflüssen geschützten Transport- und Abschussbehältern aus dem Herstellungswerk geliefert. Die Lenkwaffen können ohne Kontrolle 15 Jahre in den zylinderförmigen Behältern transportiert und gelagert werden. Zu Kontrollzwecken besitzen die Lenkwaffen einen eingebauten elektronischen Selbsttest, welcher durch das Bedienungspersonal an einem Kontrollkasten an den Abschussbehältern durchgeführt werden kann.

#### 9M96 und 9M96D

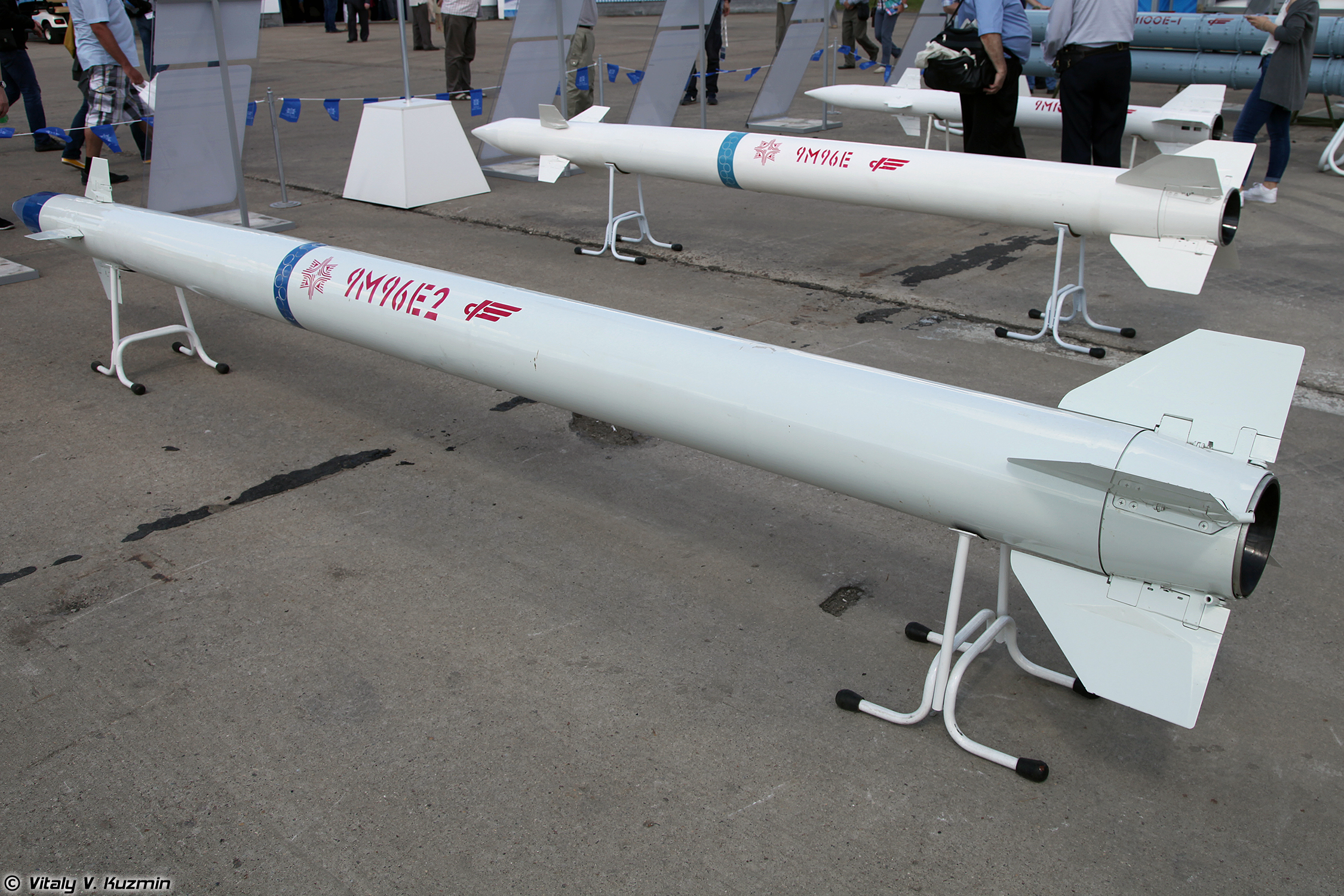
9M96-Lenkwaffen

Die 9M96-Lenkwaffe dient primär zur Bekämpfung von manövrierenden Zielen wie Flugzeugen und Marschflugkörpern. Die größeren 9M96D-Lenkwaffen können auch zur Bekämpfung ballistischer Raketen eingesetzt werden. Die Exportversionen der beiden Lenkwaffen tragen die Bezeichnung 9M96E und 9M96E2.
Die obere Rumpfsektion mit dem Lenksystem und dem Such- und Sprengkopf ist bei beiden Lenkwaffen identisch. Der einzige Unterschied besteht in der Länge des Raketenmotors. Dieser Lenkwaffenteil ist bei der 9M96D-Lenkwaffe um 83 cm länger und beinhaltet einen Doppelpulsmotor. Dadurch wiegt die 9M96D-Lenkwaffe 97 kg mehr als die 9M96-Lenkwaffe und besitzt eine um 80 km gesteigerte Reichweite. Beide Lenkwaffen sind einstufige Flugkörper mit einem Feststoffraketentriebwerk. Am Flugkörperrumpf sind zwei Gruppen von Lenk- und Steuerflächen angebracht. Im hinteren Bereich sind vier trapezförmige Stabilisierungsflächen und am vorderen Viertel des Flugkörperrumpfs vier trapezförmige Steuerflächen angebracht. Diese Flächen sind, während sich die Lenkwaffe in dem Transport- und Startbehälter befindet, an den Lenkwaffenrumpf angelegt. Sie entfalten sich unmittelbar nach dem Start. Zusätzlich zu den vier Steuerflächen verfügt die Lenkwaffe über kleine, seitlich im Rumpf angebrachte Steuerdüsen zur Querschubsteuerung. Diese sind senkrecht zu Längsachse und tangential zum Umfang der Rakete angeordnet. Die Steuerdüsen richten die Lenkwaffe, nachdem sie aus dem Startbehälter ausgestoßen wurde, auf die Flugachse aus. Weiter kommt die Querschubsteuerung in der Endphase des Zielanfluges zum Einsatz. In Bodennähe können die Lenkwaffen Manöver mit einer maximalen Querbelastung von 60 g durchführen. In einer Flughöhe von 20.000 m liegt die Belastungsgrenze bei 25 g. Die 9M96-Lenkwaffen verwenden für den Großteil der Flugstrecke die aerodynamische Steuerung (Steuerflächen) sowie die Schubvektorsteuerung. In großen Flughöhen und für den Zielanflug kommt, um das Ziel präzise zu treffen, die Querschubsteuerung zum Einsatz.
Die Lenkwaffe wird auf einer semiballistischen Flugbahn an den voraus errechneten Kollisionspunkt zwischen Ziel und Lenkwaffe geschossen. Das Feststoffraketentriebwerk beschleunigt die Rakete auf über Mach 2. Der Doppelpulsmotor der größeren 9M96D-Lenkwaffe pausiert nach dem Ausbrennen der ersten Sektion des Raketentriebwerks und der weitere Marschflug erfolgt antriebslos. Für den Endanflug werden der Aufschlag- und Näherungszünder sowie der lenkwaffeneigene Ku-Band-Radar-Suchkopf aktiviert. Bei der 9M96D-Lenkwaffe wird das Raketentriebwerk wieder gezündet, was ihr im Endanflug eine hohe Agilität verleiht. Dieser erfolgt nach dem Prinzip der Proportionalnavigation. Die 9M96-Lenkwaffen sind dazu ausgelegt, das Ziel mit einem Direkttreffer zu zerstören (englisch: „Hit-To-Kill“). Der Gefechtskopf ist asymmetrisch aufgebaut, so dass die Splitterwirkung in Zielrichtung gebündelt werden kann. Im Zielanflug rollt die Rakete um die Längsachse, um den Sprengkopf in die optimale Position zum Ziel zu bringen. Der Radar-Näherungszünder löst den Gefechtskopf nur bei einem Vorbeiflug von weniger als 1,50 m aus. Wird das Ziel verfehlt, so zerstört sich die Lenkwaffe nach einer bestimmten Flugzeit durch Selbstzerlegung.
Die 9M96-Lenkwaffen können auch mit dem S-400-System und mit dem schiffbasierten System 3K96 Poliment-Redut zum Einsatz gebracht werden.
|                     | 9M96                       | 9M96D                      |
| ------------------- | -------------------------- | -------------------------- |
| Länge               | 4,52 m                     | 5,35 m                     |
| Rumpfdurchmesser    | 273 mm                     | 273 mm                     |
| Flügelspannweite    | 676 mm                     | 676 mm                     |
| Gewicht             | 370 kg                     | 449 kg                     |
| Gefechtskopf        | 24 kg Splittergefechtskopf | 24 kg Splittergefechtskopf |
| Reichweite          | 1,5–40 km                  | 2,5–120 km                 |
| Höhenbereich        | 5–20.000 m                 | 5–30.000 m                 |
| Zielgeschwindigkeit | 1000 m/s                   | 4800 m/s                   |

Technische Daten aus

#### 9M100
Im Zusammenhang mit dem S-350-System wird auch die 9M100-Lenkwaffe erwähnt. Diese Lenkwaffe soll für die Bekämpfung von überraschend auftauchenden, stark manövrierenden Luftzielen sowie Marschflugkörpern zum Einsatz kommen. Die minimale Reaktionszeit soll dabei bei fünf Sekunden liegen. Die 9M100-Lenkwaffe kann Ziele mit einer Fluggeschwindigkeit von bis zu 1.000 m/s bekämpfen, wobei die eigene durchschnittliche Fluggeschwindigkeit bei 500 m/s liegt. Das 50N6-Multifunktionsradar versorgt die Lenkwaffe vor dem Start mit Zieldaten. Während des Marschfluges wird die Lenkwaffe über ein Datenlink vom Multifunktionsradar mit Daten versorgt. Die Steuerung erfolgt hierbei mittels eines Trägheitsnavigationssystems. Für den Zielanflug kommt der lenkwaffeneigene aktive Radarsuchkopf zum Einsatz. Wird das Flugziel direkt getroffen, wird der Gefechtskopf durch den Aufschlagzünder zur Detonation gebracht. Bei einem Vorbeiflug erfolgt die Gefechtskopfzündung durch den Näherungszünder.
Die 9M100-Lenkwaffe befindet sich derzeit noch in Entwicklung. Erstmals wurde die 9M100-Lenkwaffe an der MAKS 2017 vorgestellt.
|                     | 9M100                        |
| ------------------- | ---------------------------- |
| Länge               | 3,17 m                       |
| Rumpfdurchmesser    | 200 mm                       |
| Flügelspannweite    | 536 mm                       |
| Gewicht             | 140 kg                       |
| Gefechtskopf        | 14,5 kg Splittergefechtskopf |
| Reichweite          | 0,5–15 km                    |
| Höhenbereich        | 5–8.000 m                    |
| Zielgeschwindigkeit | 1000 m/s                     |

Technische Daten aus

## Gefechtsgliederung
Die Luftraumüberwachung erfolgt auf Brigade- oder Regimentsebene mit einem 3D-Überwachungs- und Zielverfolgungsradar 96L6-TsP und zwei Passiven Radars vom Typ 96L6-VP. Die gewonnenen Daten über die Gesamtluftlage werden dort in einem C³I-System ausgewertet und verarbeitet. Von dort werden die Daten an den 50K6-Feuerleitstand der S-350-Batterie weitergeleitet.
Eine normale S-350-Batterie besteht aus einem 50K6-Feuerleitstand, einem 50N6-Radar sowie vier bis acht 50P6-Startfahrzeugen. Ebenso können in einer Batterie zwei 50N6-Radare zum Einsatz kommen. Auch in diesem Fall erfolgt die Führung des Feuerkampfes durch einen einzelnen 50K6-Feuerleitstand. In dieser Konfiguration kann eine Batterie 32 Lenkwaffen gegen 16 Ziele einsetzen.

## Varianten
- S-350: Version für die Russischen Streitkräfte.
- S-350E: Exportversion.
- 3K96-2 Poliment-Redut: Version für den Einsatz auf Kriegsschiffen mit 9M96D und 9M100-Lenkwaffen.[38]
- 3K96-3 Redut-Resurs: Version für den Einsatz auf Kriegsschiffen mit 9M96 und 9M100-Lenkwaffen.[38][30][39][40]

## Verbreitung
- Russland – Seit 2021 im Einsatz